# Autobusna linija br. 142 u Zagrebu
Linija 142 (Vrapčanska aleja – Jačkovina – Vrapčanska aleja) dnevna je autobusna linija u Zagrebu.
Prometuje kao kružna linija na trasi: Vrapčanska aleja → Bolnička cesta → Ulica Majke Terezije → Ilica → Vrapčanska ulica → Manterovčak → Jačkovina → Gušićeva ulica → Bolnička cesta → Ulica Franje Žagara → Vrapčanska ulica → Ilica → Vrapčanska aleja
Povezuje Manterovčak i Jačkovinu s željezničkim stajalištem Vrapče gdje je moguće presjedanje na prigradsku željeznicu ili autobusne linije s terminala Črnomerec.

## Vanjske poveznice
- Vozni red linije 142

1. ↑  Datoteke u GTFS formatu. zet.hr. Pristupljeno 5. lipnja 2025. - Sadrži informacije tijela javne vlasti u skladu s Otvorenom dozvolom